# Église Santa Maria di Provenzano
L'église Santa Maria di Provenzano (en italien : Chiesa di Santa Maria di Provenzano) est une église située dans la ville de Sienne en Toscane, place Provenzano Salvani chef siennois qui détenait une peinture, La Madonna di Provenzano, aux vertus curatives supposées.

## Historique
Cette église en a remplacé une plus ancienne qu'avait fait bâtir par le passé Provenzano Salvani, cité par Dante Alighieri dans ses Voyages dantesques.
Ferdinand Ier de Medicis qui est l'initiateur de la construction de la nouvelle église, confie le projet à Damiano Schifardini, Siennois et moine de la Chartreuse de Florence. Celui-ci coordonne les travaux et réalise les dessins préparatoires. Néanmoins, par son éloignement de Sienne, l'architecte choisi est Flaminio del Turco qui s'occupe aussitôt des travaux (1595) assisté par Don Giovanni de' Medici pour la réalisation de la coupole. Les travaux s'achèvent en 1604 et l'église est consacrée le 16 octobre 1611. Le 23 octobre, l'image de la Vierge, clôturant une procession par toutes les rues de Sienne, est déposée dans l'édifice.
En 1614, un décret grand-ducal institue l'Opera di Santa Maria in Provenzano, dirigée par un recteur laïque, avec la charge d'administrer les biens et d'assurer la continuité du culte.
En 1634 le Pape Urbain VIII concède au sanctuaire le titre d'« Insigne Collegiata », officiée par un chapitre de chanoines présidés par un Préposé.
En 1656 est prise la décision de donner le nom de « Palio di Provenzano » au Palio de Sienne du 2 juillet en l'honneur de la Madonna di Provenzano.

## Architecture

### Intérieur
L'édifice possède une seule nef dont la forme est celle d'une croix latine, surmontée d'une coupole de forme octogonale, située au centre du presbytère. Des armoiries, dont celles des Médicis, sont accrochées en signe de dévotion à la Vierge sur les colonnes qui soutiennent la coupole, 
Le maître-autel comporte en son centre un tabernacle contenant le buste en terre cuite avec l'image de la Madonna di Provenzano datant de la seconde moitié du XVe siècle.

### Extérieur
La façade de marbre est divisée en trois parties en lésène et deux étagements séparés par un corniche dite marcapiano, avec un tympan central et deux volutus latéraux. Le portail est surmonté par un tympan à arc et par une fenêtre rectangulaire ; sur ses côtés se trouvent quatre niches avec des statues de saints.

## Œuvres
- Messa di san Cerbone, retable, de Rutilio Manetti,
- Visione di santa Caterina del martirio di san Lorenzo de Dionisio Montorselli (en) (1653-1712),
- Santa Caterina da Siena et Santa Caterina d'Alessandria de Francesco Rustici,
- Annunciazione de Giandomenico Manenti,
- Fresques des pendentifs de la coupole :
  - Saint Ansanus (1715) de Giuseppe Nicola Nasini,
  - Les saints Savino, Crescenzio et Vittore, par des peintres anonymes,
- Sogno di san Giovanni Evangelista (XVIIe siècle) de Bernardino Mei,
- Messa di san Gregorio Magno, (XVIIe siècle), de Deifebo Burbarini,
- Natività di Maria, Visitazione, Presentazione di Gesù al Tempio et Incoronazione (XVIIIe siècle) de Luigi Boschi et Giovanni Bruni,
- Compianto sul Cristo morto de Alessandro Casolani,
- Vierge (XIVe siècle), fresque d'école siennoise,
- Dedicazione della chisa di Provenzano (XVIIe siècle) une topographie de la Sienne de l'époque

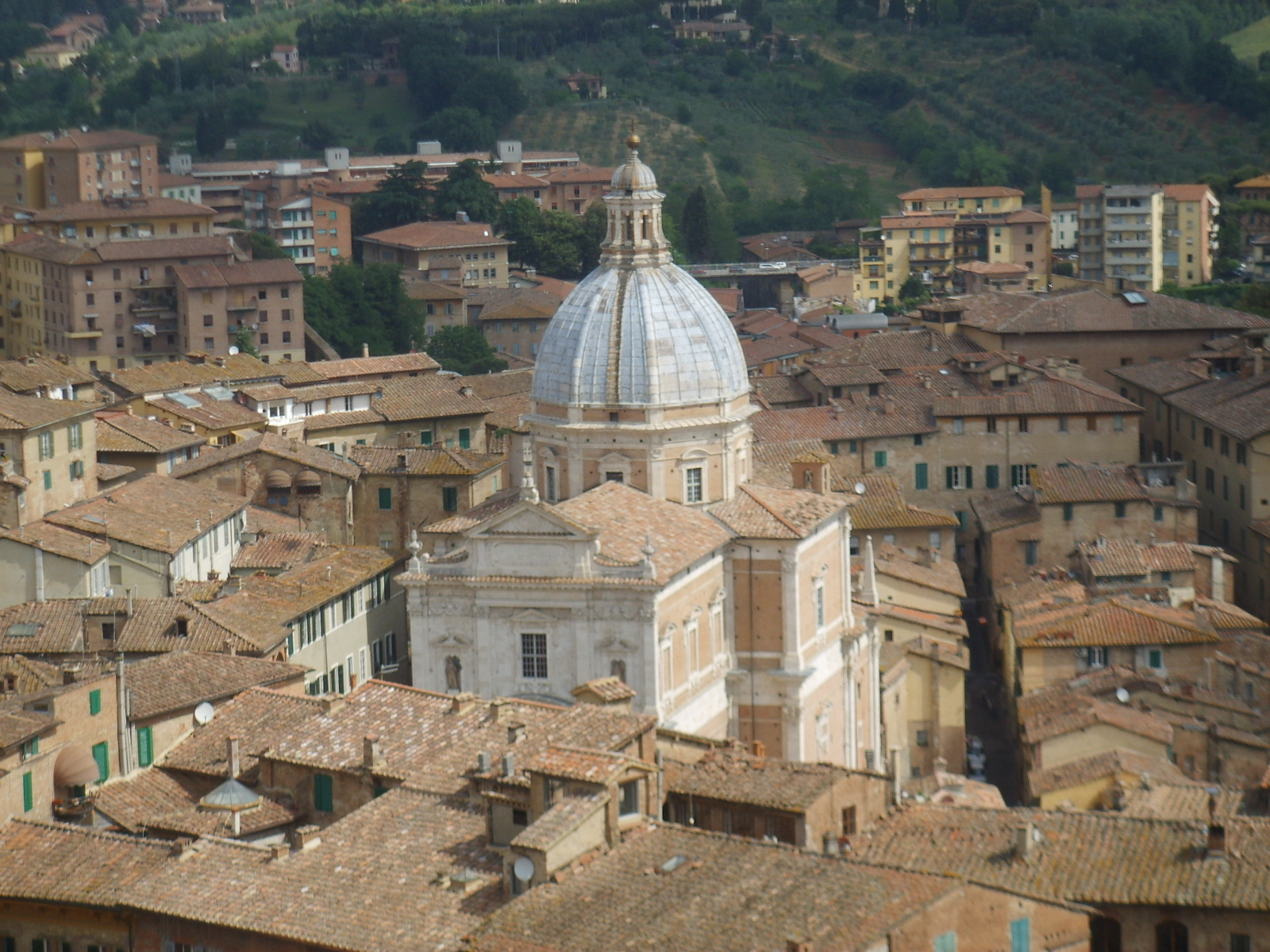
L'église vue depuis le haut de la Torre del Mangia.
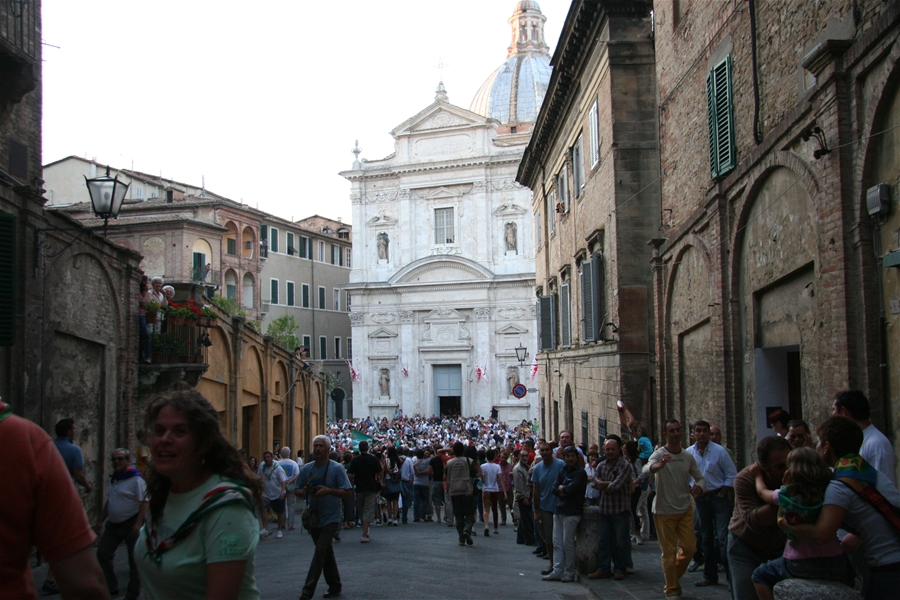
La foule de la Contrada dell'Oca attendant le gagnant du palio du 2 juillet 2007.

## Sources
- (it) Cet article est partiellement ou en totalité issu de l’article de Wikipédia en italien intitulé « Chiesa di Santa Maria di Provenzano » (voir la liste des auteurs).